# Walter Spence
Walter Spence (n. 3 martie 1901, Linden, Upper Demerara-Berbice, Guyana – d. 16 octombrie 1958, White Plains, New York, SUA) a fost un înotător ce a reprezentat Canada, medaliat olimpic. A participat la 2 ediții ale Jocurilor Olimpice (1928, 1932) în care a câștigat două medalii de bronz.